# چارلی ویلسون (بازیکن فوتبال)
چارلی ویلسون (انگلیسی: Charlie Wilson؛ فوریه ۱۸۷۷ – ۱ ژانویهٔ ۲۰۰۰) بازیکن فوتبال اهل انگلستان بود.
وی در باشگاه فوتبال استوک‌پورت کانتی و باشگاه فوتبال لیورپول بازی کرده و در ۱۹۰۱ با لیورپول به قهرمانی لیگ رسید اما چهار سال بعد مجبور شد به دلیل آسیب دیدگی بازنشسته شود.  وی تا زمان شروع جنگ جهانی دوم در نقش های مختلف پیشاهنگی و مربیگری در آنفیلد ماند.